# Haliplus laminatus
Haliplus laminatus ist ein Käfer aus der Familie der Wassertreter (Haliplidae). 

## Merkmale
Die Käfer erreichen eine Körperlänge von 3,5 Millimetern und sind blassgelb gefärbt. Der Halsschild ist in der Mitte des Vorderrandes gerade abgestutzt, seine Vorderwinkel ragen lang und spitz nach vorne. Sie trägt jedoch basal eine quere Punktreihe die nur unmerklich gröber ist, als die Punkte am Vorderrand. Die Seiten des Halsschildes sind leicht gerundet. Die Punkte an der Basis der Deckflügel sind grübchenartig und größer als die der Punktreihen auf den Deckfügeln. Auf den Deckflügeln sind häufig unterbrochene, schwärzliche Längslinien ausgebildet. Sehr selten sind die Tiere überwiegend schwarz gefärbt. Die Art ist Haliplus flavicollis sehr ähnlich.  

## Vorkommen und Lebensweise
Die Art ist in West-, Mittel- und Osteuropa verbreitet. Im Süden reicht die Verbreitung bis Nordspanien, Norditalien und den Norden des Balkan. Sie ist in Mitteleuropa weit verbreitet aber meist selten und nur stellenweise häufig. Die Tiere leben in sauberen, stehenden und langsam fließenden Gewässern.